# Urs Eiselin
Urs Eiselin (* 8. August 1976 in Sarnen) ist ein ehemaliger Schweizer Snowboarder.
Er war 1997 im Snowboard-Weltcup eingestiegen und erreichte insgesamt 4 Weltcupsiege (davon 3 im Parallel-Riesenslalom und 1 im Parallelslalom). Bei den FIS-Snowboard-Weltmeisterschaften 2005 in Whistler Mountain holte er die Silbermedaille im Parallel-Riesenslalom. 2004 wurde er Dritter im Gesamtweltcup und 2005 sogar Zweiter hinter Philipp Schoch. Trotz dieser Leistungen wurde er aufgrund der starken Schweizer Konkurrenz im Snowboard-Alpinsport nicht für die Olympischen Winterspiele von Turin selektioniert.
Im August 2007 erklärte er seinen Rücktritt. Seither baut er in Dubai das Sandfahrzeug Sand-X, das er durch ein umgebautes Schneemobil entwickelt hatte. Dieses beschleunigt von 0 auf 100 km/h in unter drei Sekunden und erreicht eine Spitzengeschwindigkeit von 185 Kilometern pro Stunde.